# كحولتور
الكحولتور أو غوالاتور  (الإنجليزية: tincture) هو مستخلص من مادة نباتية مذابة في الكحول الإيثيلي. تركيزات المذيب عادة تكون من 25-60٪ بشكل شاسع، ولكن قد تصل إلى 90٪. في الكيمياء، الكحولتور هو محلول يحتوي على الإيثانول كمذيب له. في طب الأعشاب، يصنع الكحولتور الكحولي بتركيزات مختلفة من الإيثانول، والتي يجب أن تكون على الأقل 20٪ كحول لأغراض الحفظ. 
تشمل المذيبات الأخرى لإنتاج الكحولتور على الخل والجلسرين  وثنائي إيثيل الأثير وبروبيلين جليكول، ولا يمكن استخدام جميعها للاستهلاك الداخلي.
كما يمكن أيضًا تحويل المواد منخفضة التقلب مثل اليود والميركوروكروم إلى الكحولتور.

## الخصائص
غالبًا ما يصنع الكحولتور من مزيج من الكحول الإيثيلي والماء كمذيبات، حيث يُذيب كل منهما مكونات لا يستطيع الآخر إذابتها أو يكون أضعف منه. كما أن تغيير نسبهما يمكن أن يُنتج مستويات مختلفة من المكونات في الاستخلاص النهائي. ويعمل الكحول أيضًا كمادة حافظة  و مضاد للميكروبات.
ومن عيوب استخدام الكحول كمذيب أن الإيثانول يميل إلى تغيير طبيعة بعض المركبات العضوية، مما يقلل من فعاليتها أو يُدمرها. كما يمكن أن يكون لهذا الاتجاه آثار غير مرغوب فيها عند استخراج المكونات النباتية، مثل السكريات المتعددة. ويمكن أن تُغير بعض المكونات الأخرى كالبروتينات طبيعتها بشكل لا رجعة فيه، أو "تُخلل" بالكحول. كما يمكن أن يكون للكحول أيضًا آثار ضارة على بعض المركبات العطرية.
لا تُعد مادة الكحولتور القائمة على الأثير والبروبيلين جليكول مناسبة للاستهلاك الداخلي، على الرغم من استخدامها في مستحضرات للاستخدام الخارجي، مثل كريمات ومراهم العناية الشخصية.

## الصبغات
يمكن تمييز الكحولترات من الصبغات بواسطة المركب الكيميائي " أستات الرصاص" ذو الصيغة.Pb(C₂H₃O₂)₂الذي يعطي مع الصبغات راسبا وسخ اللون الأصفر، و مع الكحولترات راسبا يميل إلى اللون الأخضر؛ الراسب المخفوض مع الماء و المضاف إليه نقاط من الامونياك يعطي رغوة صفراء اللون مع الصبغات، بينما يعطي رغوة عديمة اللون مع الكحولترات.
يشير مصطلح "الكحولتور" إلى مستحضر قائم على مادة طازجة.
كما يمكن اعتبار الكحولتور مُخصص للتسويق والاستهلاك المباشر، بينما تُعرّف الهيئة الوطنية لسلامة الغذاء و الدواء (ANSM) الصبغات الأم بأنها "مخزونات للمستحضرات المتشابهة"، والتي يُقصد بالتالي تخفيفها قبل طرحها في السوق.
من ناحية أخرى، يشير مصطلح "الصبغة" إلى المستحضرات القائمة على مواد جافة. 

## الانتاج الاحترافي
تُصنع الكحولترات المتوفرة تجاريًا مما يُسمى بالكحول الإيثيلي "النقي"، بنسبة 96%.
يلتزم المختصون عادةً بمستويات الكحول الموصى بها من قِبل الوكالة الوطنية الفرنسية لسلامة الغذاء والدواء (ANSM)، والجرعة الصحيحة من النبات والمذيب، ويُجرون فحوصات على عينات التجفيف. مع ذلك، قد تختلف جودة المنتج اختلافًا كبيرًا حسب القطاع.

## التحديات
جودة المستحضر ضرورية لكلٍّ من المستخدم والمعالج، إذ يعتمدان على الاستخدام والجرعات التي لا تُطبّق إلا عندما يلبي المنتج متطلبات دستور الأدوية.
لذلك، من الضروري الاستفسار عن طرق تصنيع المنتج من المنتجين والمصنّعين.
من الأفضل أن يُحدّد ملصق المنتج التركيز الكحولي النهائي للمذيب، بالإضافة إلى كمية النبات الطازج لكل حجم من المنتج، مما يسمح بمقارنة الجرعات.